# Acronicta canadensis
Acronicta canadensis là một loài bướm đêm trong họ Noctuidae.